# تک گروه G-M201
تک گروه G (M201) یک تک گروه کروموزوم Y انسانی است. این یکی از دو شاخه تک گروه والد GHIJK است و دیگری HIJK است.
G-M201 بیشتر در میان گروه‌های قومی گوناگون قفقاز یافت می‌شود، ولی همچنین به طور گسترده در فرکانس‌های پایین میان گروه‌های قومی در سراسر اروپا، غرب آسیا، آسیای جنوبی، آسیای مرکزی و شمال آفریقا پخش شده است.
متداول‌ترین زیرشاخه ها G1* (M285) و بسیاری از زیرشاخه‌های G2 (G-P287) هستند، به ویژه: G2a (P15)، G2a1 (G-FGC7535، سابقا G-L293)، G2a2b2a (G-P303) سابقاً G2a3b1) ; G2a2b1 (G-M406) سابقاً G2a3a; G2a2b2a1 (G-L140) سابقاً G2a3b1a; G2a2b2a1a1b (G-L497) سابقاً G2a3b1a2؛ G2a2b2a1a1a1 (G-L13) سابقاً G2a3b1a1a; G2a2b2a1a1c1a (G-CTS5990 یا G-Z1903) سابقاً G2a3b1a3؛ G2b (G-M3115) و؛ G2b1 (G-M377)، سابقاً G2b.

## خاستگاه
تاریخ‌ها و مکان‌های تخمینی گوناگونی برای خاستگاه G-M201 پیشنهاد شده است که بیشتر آنها در غرب آسیا هستند.
در سال ۲۰۱۲، مقاله ای توسط Siiri Rootsi و همکاران. پیشنهاد کرد که: "ما تخمین می‌زنیم که خاستگاه جغرافیایی هاپلوگروپ G به طور قابل قبولی در نزدیکی شرق آناتولی، ارمنستان یا غرب ایران قرار دارد."
پیش از این، انجمن نشنال جئوگرافیک خاستگاه خود را در ۳۰۰۰۰ سال پیش در خاورمیانه قرار می‌داد و فرض می‌کرد که افراد حامل هاپلوگروپ در گسترش نوسنگی شرکت داشتند.
دو مقاله علمی نیز خاستگاه آن را خاورمیانه عنوان کرده‌اند، در حالی که در تاریخ متفاوت هستند. سمینو و همکاران (۲۰۰۰) ۱۷۰۰۰ سال پیش پیشنهاد شده است. سینی اوغلو و همکاران (۲۰۰۴) پیشنهاد کرد که این جهش تنها ۹۵۰۰ سال پیش رخ داده است.
منشأ شرقی‌تری نیز ذکر شده است که برخی معتقدند منشأ آن منطقه‌ای از خاورمیانه نزدیک به کوهپایه‌های هیمالیا است.

## منبع
1. ↑  "G YTree".
2. ↑  "G YTree".
3. ↑  Rootsi, Siiri; Myres, Natalie M; Lin, Alice A; Järve, Mari; King, Roy J; Kutuev, Ildus; Cabrera, Vicente M; Khusnutdinova, Elza K; Varendi, Kärt; Sahakyan, Hovhannes; Behar, Doron M; Khusainova, Rita; Balanovsky, Oleg; Balanovska, Elena; Rudan, Pavao; Yepiskoposyan, Levon; Bahmanimehr, Ardeshir; Farjadian, Shirin; Kushniarevich, Alena; Herrera, Rene J; Grugni, Viola; Battaglia, Vincenza; Nici, Carmela; Crobu, Francesca; Karachanak, Sena; Kashani, Baharak Hooshiar; Houshmand, Massoud; Sanati, Mohammad H; Toncheva, Draga; Lisa, Antonella; Semino, Ornella; Chiaroni, Jacques; Cristofaro, Julie Di; Villems, Richard; Kivisild, Toomas; Underhill, Peter A (16 May 2012). "Distinguishing the co-ancestries of haplogroup G Y-chromosomes in the populations of Europe and the Caucasus". European Journal of Human Genetics. 20 (12): 1275–1282. doi:10.1038/ejhg.2012.86. PMC 3499744. PMID 22588667.
4. ↑  "Atlas of the Human Journey: Haplogroup G (M201)". Archived from the original on 5 February 2011. Retrieved 25 March 2023.
5. ↑  Semino O, Passarino G, Oefner PJ, Lin AA, Arbuzova S, Beckman LE, De Benedictis G, Francalacci P, Kouvatsi A, Limborska S, Marcikiae M, Mika A, Mika B, Primorac D, Santachiara-Benerecetti AS, Cavalli-Sforza LL, Underhill PA (November 2000). "The genetic legacy of Paleolithic Homo sapiens sapiens in extant Europeans: a Y chromosome perspective". Science. 290 (5494): 1155–9. Bibcode:2000Sci...290.1155S. doi:10.1126/science.290.5494.1155. PMID 11073453.
6. ↑  Mahal, David G.; Matsoukas, Ianis G. (23 January 2018). "The Geographic Origins of Ethnic Groups in the Indian Subcontinent: Exploring Ancient Footprints with Y-DNA Haplogroups". Frontiers in Genetics. 9: 4. doi:10.3389/fgene.2018.00004. PMC 5787057. PMID 29410676.